# 一菱内湖
一菱内湖（いちひしないこ、ロシア語名ゴリャチェエ湖（ロシア語: Горячее））は国後島にあるカルデラ湖。

## 概要
湖は泊山のカルデラ内の海抜130mにあり、深さは最大62m、面積4.5㎢でカルデラの3分の1を占める。また、同じカルデラ内にはキピャシュチェエ湖（Кипящее）があり、人口の水路でつながっている。
水質は酸性で、魚類はほとんどいない。しかし、酸性の水質に適応した小さな甲殻類などが生息している。ロシア語名の意味は「温かい」という意味だが、水温が高いのは湖の南側のみで、高温の温泉が湧出している。また、湖や湖岸には硫黄泉があり、かつては硫黄鉱床の探鉱が行われていた。
湖の流出河川はオゼルナヤ川(日本語名:一菱内川)のみで、根室海峡に注いでいる。

## 註
1. ↑  “コトバンク　一菱内湖”. 2023年5月28日閲覧。
2. ↑  Template:ГВР
3. ↑  “一菱内湖の硫黄鉱床”. 2023年5月28日閲覧。